# Велика Неделя (замък)
Велика Неделя (на словенски: Velika Nedelja; на немски: Großsonntag) е замък с църква в североизточната част на Словения, разположен в историческия район Щирия.
Разположен до плавателната река Драва и близо до плодородното Птуйско по̀ле, районът на Велика Неделя е обитаван от каменната ера, за което говорят и археологически находки. Още от времето на Римската империя през района преминава Кехлибарения път и търговията с Панония, а скоро на територията между реките Мура и Драва се заселват славянски родове. Въпреки това до началото на тринадесети век територията между Мура и Драва е слабо населена и е наричана Terra nullius, Ничия земя. Това е гранична територия между Германската империя, Унгарското кралство и архиепископите на Залцбург.
Историята на Велика Неделя е тясно свързана с пристигането на Тевтонския орден през 1237. Тогава император Фридрих II призовава тевтонските монаси-войни да защитят района от домогвания на унгарския крал. Германци и унгарци се сблъскват в полята около Драва по време на Страстната седмица, може би на Велика Неделя, като тевтонските рицари печелят победата и областта. Фридрих II позволява на ордена да установи комендантства в Австрия, Щирия и Крайна, където да събира митнически такси, да упражнява права на съдебен орган и да защитава реда. Тевтонците остават във Велика Неделя до секуларизацията на ордена през XVI век.
Интересни исторически събития от по-новата история на Велика Неделя са рекордната градушка през май 1887 и наводнението през ноември 1926, повредило железопътната линия. През 1928 по време на полет до Северния полюс ниско над Велика Неделя преминава дирижабъла на италианския строител и изследовател Умберто Нобиле. А през септември 1937 в навечерието на Втората световна война Велика Неделя официално отпразнува 700-годишнината от своето съществуване и пристигането на Тевтонския орден на тази територия.